# Beka Saghinadze
Beka Saghinadze (Georgia, 29 de octubre de 1998) es un jugador profesional georgiano de rugby que se desempeña en la posición de segunda línea en Lyon Olympique, equipo perteneciente a la liga Top 14.

## Carrera
Saghinadze es un jugador de formación francesa (JIFF). Comenzó su carrera deportiva con el equipo Lelo Saracens Tbilissi, en el cual jugó una temporada (2017-2018), después pasó a Stade Aurillacois Cantal Auvergne (2018-2021), luego a Lyon Olympique, donde lleva jugando tres temporadas.